# Campionato europeo maschile under 17 di calcio 2023
Il campionato europeo di calcio Under-17 2023 è stata la 20ª edizione del torneo organizzato dalla UEFA. È stato vinto dalla Germania, che ha battuto in finale ai rigori la Francia campione in carica, aggiudicandosi il secondo titolo dopo quattordici anni.
La fase finale si è disputata in Ungheria dal 17 maggio al 2 giugno 2023. Sono state ammesse alla fase finale 16 squadre, e al torneo hanno potuto partecipare solo i giocatori nati dopo il 1º gennaio 2006.

## Squadre qualificate
Al torneo si sono qualificate 16 squadre di cui una qualificata d'ufficio poiché nazione ospitante.
| Squadra     | Metodo di qualificazione   | Partecipazioni | Ultima partecipazione | Miglior risultato                  |
| ----------- | -------------------------- | -------------- | --------------------- | ---------------------------------- |
| Ungheria    | Nazione ospitante          | 6              | 2019                  | Quarti di Finale (2017, 2019)      |
| Serbia      | Vincitore del gruppo 1     | 9              | 2022                  | Semifinali (2022)                  |
| Galles      | Vincitore del gruppo 2     | 1              | —                     | Debutto                            |
| Paesi Bassi | Vincitore del gruppo 3     | 15             | 2022                  | Vincitore (2011, 2012, 2018, 2019) |
| Spagna      | Vincitore del gruppo 4     | 15             | 2022                  | Vincitore (2007, 2008, 2017)       |
| Portogallo  | Vincitore del gruppo 5     | 10             | 2022                  | Vincitore (2003, 2016)             |
| Irlanda     | Vincitore del gruppo 6     | 6              | 2019                  | Quarti di Finale (2017, 2018)      |
| Croazia     | Vincitore del gruppo 7     | 5              | 2017                  | Semifinali (2005)                  |
| Francia     | Vincitore del gruppo 8     | 14             | 2022                  | Vincitore (2004, 2015, 2022)       |
| Scozia      | Secondo posto nel gruppo 2 | 7              | 2022                  | Semifinali (2014)                  |
| Inghilterra | Secondo posto nel gruppo 3 | 15             | 2019                  | Vincitore (2010, 2014)             |
| Germania    | Secondo posto nel gruppo 4 | 14             | 2022                  | Vincitore (2009)                   |
| Polonia     | Secondo posto nel gruppo 5 | 4              | 2022                  | Semifinali (2012)                  |
| Italia      | Secondo posto nel gruppo 6 | 11             | 2022                  | Secondo posto (2013, 2018, 2019)   |
| Slovenia    | Secondo posto nel gruppo 7 | 4              | 2018                  | Fase a gironi (2012, 2015, 2018)   |
| Svizzera    | Secondo posto nel gruppo 8 | 9              | 2018                  | Vincitore (2002)                   |

## Città e stadi
| Debrecen                                              | Balmazújváros                                         | Budaörs                                             |
| ----------------------------------------------------- | ----------------------------------------------------- | --------------------------------------------------- |
| Nagyerdei Stadion                                     | Városi Sportpálya                                     | Árok utcai pálya                                    |
| Capacità: 20,340                                      | Capacità: 2,435                                       | Capacità: 1,204                                     |
| 4 partite gironi                                      | 4 partite gironi, 1 quarto di finale                  | 3 partite gironi, 1 semifinale                      |
|                                                       |                                                       |                                                     |
| Balmazújváros Debrecen Telki Budaörs Budapest Felcsút | Balmazújváros Debrecen Telki Budaörs Budapest Felcsút | Budapest                                            |
| Balmazújváros Debrecen Telki Budaörs Budapest Felcsút | Balmazújváros Debrecen Telki Budaörs Budapest Felcsút | Nándor Hidegkuti Stadion                            |
| Balmazújváros Debrecen Telki Budaörs Budapest Felcsút | Balmazújváros Debrecen Telki Budaörs Budapest Felcsút | Capacità: 5,322                                     |
| Balmazújváros Debrecen Telki Budaörs Budapest Felcsút | Balmazújváros Debrecen Telki Budaörs Budapest Felcsút | 4 partite gironi. 1 quarto di finale, finale        |
| Balmazújváros Debrecen Telki Budaörs Budapest Felcsút | Balmazújváros Debrecen Telki Budaörs Budapest Felcsút |                                                     |
| Telki                                                 | Debrecen                                              | Felcsút                                             |
| Telki Training Centre                                 | DEAC Stadion                                          | Pancho Aréna                                        |
| Capacità: 1,000                                       | Capacità: 1,500                                       | Capacità: 3,816                                     |
| 2 partite gironi, 1 quarto di finale                  | 4 partite gironi, 1 quarto di finale                  | 3 partite gironi, 1 semifinale & Spareggio mondiale |
|                                                       |                                                       |                                                     |

## Regolamento
Il torneo prevede 16 squadre partecipanti divise in 4 gironi all'italiana di 4 squadre ciascuno, che si affronteranno in partite da 90 minuti (due tempi da 45) più eventuale recupero. Le prime due classificate di ogni girone (determinate, nell'ordine, da: punti, scontri diretti, differenza-reti, reti segnate e sorteggio) accederanno alla fase ad eliminazione diretta, composta da quarti, semifinale e finale: in caso di pareggio, dopo i tempi regolamentari, si procederà a 5 tiri di rigore per squadra e, in caso di ulteriore pareggio, si continuerà con i tiri a oltranza.

## Fase a gironi

### Gruppo A

#### Classifica
| Pos. | Squadra  | Pt | G | V | N | P | GF | GS | DR |
| ---- | -------- | -- | - | - | - | - | -- | -- | -- |
| 1.   | Polonia  | 6  | 3 | 2 | 0 | 1 | 10 | 7  | +3 |
| 2.   | Irlanda  | 6  | 3 | 2 | 0 | 1 | 8  | 7  | +1 |
| 3.   | Ungheria | 3  | 3 | 1 | 0 | 2 | 8  | 9  | -1 |
| 4.   | Galles   | 3  | 3 | 1 | 0 | 2 | 3  | 6  | -3 |

#### Risultati
| Arbitro: | Atilla Karaoglan |

|                                                      |           |          |
| Skoczylas 13’, 49’ Szala 44’ Borys 54’ Kądziołka 65’ | Marcatori | 5’ Orazi |

| Arbitro: | Adam Ladebäck |

|                                 |           |  |
| Simon 43’ Szabó 75’ Umathum 81’ | Marcatori |  |

| Arbitro: | Elchin Masiyev |

|                                  |           |  |
| Razi 24’ Orazi 34’ Akachukwu 61’ | Marcatori |  |

| Arbitro: | Miloš Milanović |

|                                  |           |                                                            |
| Varga 55’ Simon 70’ Molnár 90+4’ | Marcatori | 8’ Skoczylas 34’ Sznaucner 52’ Huras 76’ Tomczyk 80’ Borys |

| Arbitro: | Attilla Karaoglan |

|                              |           |                            |
| Kehir 5’, 61’ Melia 24’, 31’ | Marcatori | 10’ (aut.) Grante 72’ Kern |

| Arbitro: | David Dickinson |

|                                 |           |  |
| Biancheri 82’ Morgan 89’, 90+1’ | Marcatori |  |

### Gruppo B

#### Classifica
| Pos. | Squadra  | Pt | G | V | N | P | GF | GS | DR |
| ---- | -------- | -- | - | - | - | - | -- | -- | -- |
| 1.   | Spagna   | 7  | 3 | 2 | 1 | 0 | 6  | 3  | +3 |
| 2.   | Serbia   | 4  | 3 | 1 | 1 | 1 | 5  | 5  | 0  |
| 3.   | Italia   | 3  | 3 | 1 | 0 | 2 | 4  | 4  | 0  |
| 4.   | Slovenia | 3  | 3 | 1 | 0 | 2 | 5  | 8  | -3 |

#### Risultati
| Arbitro: | Jamie Robinson |

|                            |           |                                                    |
| Cvektović 66’ Petrović 82’ | Marcatori | 4’ Pejičić 10’ Topalović 34’ Jakupović 52’ Hrvatin |

| Arbitro: | Miloš Milanović |

|                   |           |               |
| Ragnoli Galli 15’ | Marcatori | 53’, 75’ Guiu |

| Arbitro: | Michal Ocenáš |

|                                      |           |               |
| Guiu 28’ Mesa 45+1’ Yamal 50’ (rig.) | Marcatori | 54’ Topalović |

| Arbitro: | Adam Ladebäck |

|                              |           |  |
| Maksimović 39’ Cvetković 60’ | Marcatori |  |

| Arbitro: | Damian Sylwestrzak |

|           |           |                |
| Yamal 78’ | Marcatori | 68’ Maksimović |

| Arbitro: | Elchin Masiyev |

|  |           |                               |
|  | Marcatori | 60’, 82’ Mannini 87’ De Pieri |

### Gruppo C

#### Classifica
| Pos. | Squadra    | Pt | G | V | N | P | GF | GS | DR |
| ---- | ---------- | -- | - | - | - | - | -- | -- | -- |
| 1.   | Germania   | 9  | 3 | 3 | 0 | 0 | 10 | 1  | +9 |
| 2.   | Francia    | 4  | 3 | 1 | 1 | 1 | 5  | 5  | 0  |
| 3.   | Portogallo | 4  | 3 | 1 | 1 | 1 | 3  | 6  | -3 |
| 4.   | Scozia     | 0  | 3 | 0 | 0 | 3 | 2  | 8  | -6 |

#### Risultati
| Arbitro: | Elchin Masiyev |

|            |           |                                        |
| Wilson 71’ | Marcatori | 5’ Issoufou 45’ Gadou 75’ (aut.) Ellis |

| Arbitro: | Damian Sylwestrzak |

|  |           |                                         |
|  | Marcatori | 32’ Darvich 39’ Kabar 59’, 90+4’ Ramsak |

| Arbitro: | David Smajc |

|                           |           |              |
| Tomé 3’ Gonçalo Sousa 20’ | Marcatori | 88’ Connolly |

| Arbitro: | Atilla Karaoglan |

|           |           |                             |
| Sylla 39’ | Marcatori | 56’, 63’ Brunner 60’ Ramsak |

| Arbitro: | Adam Ladebäck |

|           |           |              |
| Gomis 10’ | Marcatori | 41’ Patrício |

| Arbitro: | Oliver Reitala |

|                                     |           |  |
| Darvich 49’ Dárdai 54’ Wätjen 90+1’ | Marcatori |  |

### Gruppo D

#### Classifica
| Pos. | Squadra     | Pt | G | V | N | P | GF | GS | DR |
| ---- | ----------- | -- | - | - | - | - | -- | -- | -- |
| 1.   | Inghilterra | 7  | 3 | 2 | 1 | 0 | 5  | 1  | +4 |
| 2.   | Svizzera    | 7  | 3 | 2 | 1 | 0 | 4  | 1  | +3 |
| 3.   | Croazia     | 1  | 3 | 0 | 1 | 2 | 2  | 4  | -2 |
| 4.   | Paesi Bassi | 1  | 3 | 0 | 1 | 2 | 2  | 7  | -5 |

#### Risultati
| Arbitro: | Michal Ocenáš |

|                   |           |  |
| Boteli 49’ Zé 54’ | Marcatori |  |

| Arbitro: | David Smajc |

|  |           |            |
|  | Marcatori | 8’ Nwaneri |

| Arbitro: | Jamie Robinson |

|           |           |                           |
| Levak 32’ | Marcatori | 9’ Xhemalija 83’ Akahomen |

| Arbitro: | Damian Sylwestrzak |

|            |           |                                                                 |
| Hartog 71’ | Marcatori | 7’ Lewis-Skelly 80’, 90+3’ (rig.) Dada-Mascoll 90+4’ Oboavwoduo |

| Arbitro: | Radoslav Gidzhenov |

|         |           |            |
| Bal 53’ | Marcatori | 66’ Puljić |

| Debrecen 24 maggio 2023, ore 15:00 UTC+1 | Inghilterra    | 0 – 0 referto | Svizzera | DEAC Stadion (427 spett.)\| Arbitro: \| Lothar D'Hondt \| |
| Arbitro:                                 | Lothar D'Hondt |               |          |                                                           |

## Fase ad eliminazione diretta
|  | Quarti di finale   | Quarti di finale   | Quarti di finale |              |                | Semifinali     | Semifinali | Semifinali |  |  | Finale | Finale | Finale |  |
|  |                    |                    |                  |              |                |                |            |            |  |  |        |        |        |  |
|  | 1A. Polonia        | 1A. Polonia        | 3                |              |                |                |            |            |  |  |        |        |        |  |
|  | 1A. Polonia        | 1A. Polonia        | 3                |              |                |                |            |            |  |  |        |        |        |  |
|  | 2B. Serbia         | 2B. Serbia         | 2                |              |                |                |            |            |  |  |        |        |        |  |
|  | 2B. Serbia         | 2B. Serbia         | 2                |              | 1A. Polonia    | 1A. Polonia    | 3          |            |  |  |        |        |        |  |
|  |                    |                    |                  |              | 1A. Polonia    | 1A. Polonia    | 3          |            |  |  |        |        |        |  |
|  |                    |                    | 1C. Germania     | 1C. Germania | 5              |                |            |            |  |  |        |        |        |  |
|  | 1C. Germania (dtr) | 1C. Germania (dtr) | 1C. Germania     | 1C. Germania | 5              | 1 (3)          |            |            |  |  |        |        |        |  |
|  | 1C. Germania (dtr) | 1C. Germania (dtr) |                  |              |                |                |            |            |  |  |        |        |        |  |
|  | 2D. Svizzera       | 2D. Svizzera       | 1 (2)            |              |                |                |            |            |  |  |        |        |        |  |
|  | 2D. Svizzera       | 2D. Svizzera       | 1 (2)            |              | Germania (dtr) | Germania (dtr) | 0 (5)      |            |  |  |        |        |        |  |
|  |                    |                    |                  |              |                |                |            |            |  |  |        |        |        |  |
|  |                    |                    | Francia          | Francia      | 0 (4)          |                |            |            |  |  |        |        |        |  |
|  | 1B. Spagna         | 1B. Spagna         | Francia          | Francia      | 0 (4)          | 3              |            |            |  |  |        |        |        |  |
|  | 1B. Spagna         | 1B. Spagna         |                  |              |                |                |            |            |  |  |        |        |        |  |
|  | 2A. Irlanda        | 2A. Irlanda        | 0                |              |                |                |            |            |  |  |        |        |        |  |
|  | 2A. Irlanda        | 2A. Irlanda        | 0                |              | 1B. Spagna     | 1B. Spagna     | 1          |            |  |  |        |        |        |  |
|  |                    |                    |                  |              | 1B. Spagna     | 1B. Spagna     | 1          |            |  |  |        |        |        |  |
|  |                    |                    | 2C. Francia      | 2C. Francia  | 3              |                |            |            |  |  |        |        |        |  |
|  | 1D. Inghilterra    | 1D. Inghilterra    | 2C. Francia      | 2C. Francia  | 3              | 0              |            |            |  |  |        |        |        |  |
|  | 1D. Inghilterra    | 1D. Inghilterra    |                  |              |                |                |            |            |  |  |        |        |        |  |
|  | 2C. Francia        | 2C. Francia        | 1                |              |                |                |            |            |  |  |        |        |        |  |

## Quarti di finale
| Arbitro: | Elchin Masiyev |

|                                                     |           |                           |
| Krzyżanowski 4’ Mikołajewski 62’ (rig.) Rejczyk 89’ | Marcatori | 51’ Vukojević 70’ Subotić |

| Arbitro: | Jamie Robinson |

|                            |                      |                             |
| Brunner 49’                | Marcatori            | 16’ (rig.) Boteli           |
| Ramsak Osawe Dárdai Wätjen | Tiri di rigore 3 – 2 | Parante Fasano Grando Smith |

| Arbitro: | Miloš Milanović |

|                                 |           |  |
| Granados 22’ Guiu 69’ Yamal 72’ | Marcatori |  |

| Arbitro: | Atilla Karaoglan |

|  |           |                      |
|  | Marcatori | 89’ (rig.) Lambourde |

### Ranking delle squadre sconfitte ai quarti di finale
Le due migliori squadre sconfitte ai quarti di finale disputano una partita di spareggio per la qualificazione al Campionato mondiale di calcio Under-17 2023. Il loro ranking viene stabilito come segue:
1. Piazzamento nel girone (le prime classificate hanno la precedenza rispetto alle seconde)
2. Maggior numero di punti nel girone
3. Miglior differenza reti nel girone
4. Maggior numero di goal segnati reti nel girone
5. Migliore differenza reti nei quarti di finale
6. Maggior numero di goal segnati reti nei quarti di finale
7. Numero di punti disciplinari nel girone e nei quarti
8. Coefficiente UEFA nelle qualificazioni all'europeo
9. Sorteggio

| Pos. | Squadra     | Pt | G | V | N | P | GF | GS | DR |
| ---- | ----------- | -- | - | - | - | - | -- | -- | -- |
| 1.   | Inghilterra | 7  | 3 | 2 | 1 | 0 | 5  | 1  | +4 |
| 2.   | Svizzera    | 7  | 3 | 2 | 1 | 0 | 4  | 1  | +3 |
| 3.   | Irlanda     | 6  | 3 | 2 | 0 | 1 | 8  | 7  | +1 |
| 4.   | Serbia      | 4  | 3 | 1 | 1 | 1 | 5  | 5  | 0  |

| Arbitro: | Damian Sylwestrzak |

|                                             |           |                             |
| Gray 17’ Lovelace 67’ Golding 68’ Young 76’ | Marcatori | 45+1’ Rufener 52’ Xhemalija |

## Semifinali
| Arbitro: | Michal Ocenáš |

|                                      |           |                                                                 |
| Mikołajewski 7’ Borys 31’ Wolski 68’ | Marcatori | 22’ Moerstedt 57’ Brunner 65’ Herrmann 79’ Ouedraogo 83’ Ramsak |

| Arbitro: | Adam Ladebäck |

|           |           |                                        |
| Yamal 69’ | Marcatori | 75’ Lambourde 80’ Issoufou 90+1’ Gomis |

## Finale
| Arbitro: | Atilla Karaoglan |

|                                                |                      |                                              |
| Darvich Hermann Dárdai Bulut Brunner Ouedraogo | Tiri di rigore 5 – 4 | Sanda Lambourde Tincres Sangui Sylla Bouabre |

## Classifica Marcatori
4 reti
- Paris Brunner
- Robert Ramsak

- Marc Guiu
- Lamine Yamal (1 rig.)

3 reti
- Karol Borys

- Mateusz Skoczylas

2 reti
- Winsley Boteli (1 rig.)
- Demir Xhemalija
- Noah Darvich
- Isaiah Dada-Mascoll (1 rig.)
- Yanis Issoufou
- Tidiam Gomis

- Mathis Lambourde (1 rig.)
- Luke Kehir
- Mason Melia
- Ikechukwu Orazi
- Mattia Mannini
- Benedek Simon

- Daniel Mikołajewski (1 rig.)
- Luka Topalović
- Mihajlo Cvetković
- Andrija Maksimović
- Iwan Morgan

1 rete
- Marvin Akahomen
- Arlet Junior Zé
- Elio Rufener
- Bence Dárdai
- Charles Herrmann
- Almugera Kabar
- Max Moerstedt
- Assan Ouedraogo
- Kjell-Arik Wätjen
- Michael Golding
- Archie Gray
- Myles Lewis-Skelly
- Zakariya Lovelace
- Ethan Nwaneri
- Justin Oboavwoduo
- Kadan Young
- Alejandro Granados
- Óscar Mesa

- Joane Gadou
- Fode Sylla
- Sergej Levak
- Ljubo Puljić
- Martin Kern
- Csaba Molnár
- Szilárd Szabo
- Ádám Umathum
- Zétény Varga
- Romeo Akachukwu
- Najemedine Razi
- Giacomo De Pieri
- Federico Ragnoli Galli
- Jesse Bal
- Jasper Hartog
- Mike Huras
- Szymon Kądziołka
- Jakub Krzyżanowski

- Filip Rejczyk
- Dominik Szala
- Maksymilian Szanucner
- Oskar Tomczyk
- Filip Wolski
- Nuno Patrício
- Gonçalo Sousa
- Olívio Tomé
- Lennon Connolly
- Rory Wilson
- Andrej Petrović
- Andrej Subotić
- Veljko Vukojević
- Rene Hrvatin
- Aldin Jakupović
- David Pejičić
- Gabriele Biancheri

Autoreti
- Jake Grante (1, pro  Ungheria)

- Ruari Ellis (1, pro  Francia)